# Leuchtturm Tolbuchin
Der Leuchtturm Tolbuchin liegt in der Newabucht vor Sankt Petersburg, Russland am Ausgang zum Finnischen Meerbusen. Er wurde auf einer künstlichen Felseninsel mit einer Fläche von rund 70 × 70 Metern etwa 2,8 sm (5,2 km) WNW vor der westlichen Spitze der Insel Kotlin erbaut. Er ist einer der ältesten russischen Leuchttürme und wurde im Auftrag Peters des Großen 1719 errichtet.
Die Anlage ist im Register der Kulturerbestätten von regionaler Bedeutung enthalten und zusammen mit den Festungen von Kronstadt und Kronschlot in den UNESCO-Welterbseiten enthalten.
Die Insel ist Territorium des Russischen Verteidigungsministeriums. Der Zugang ist unbefugten Personen verwehrt.

## Geschichte

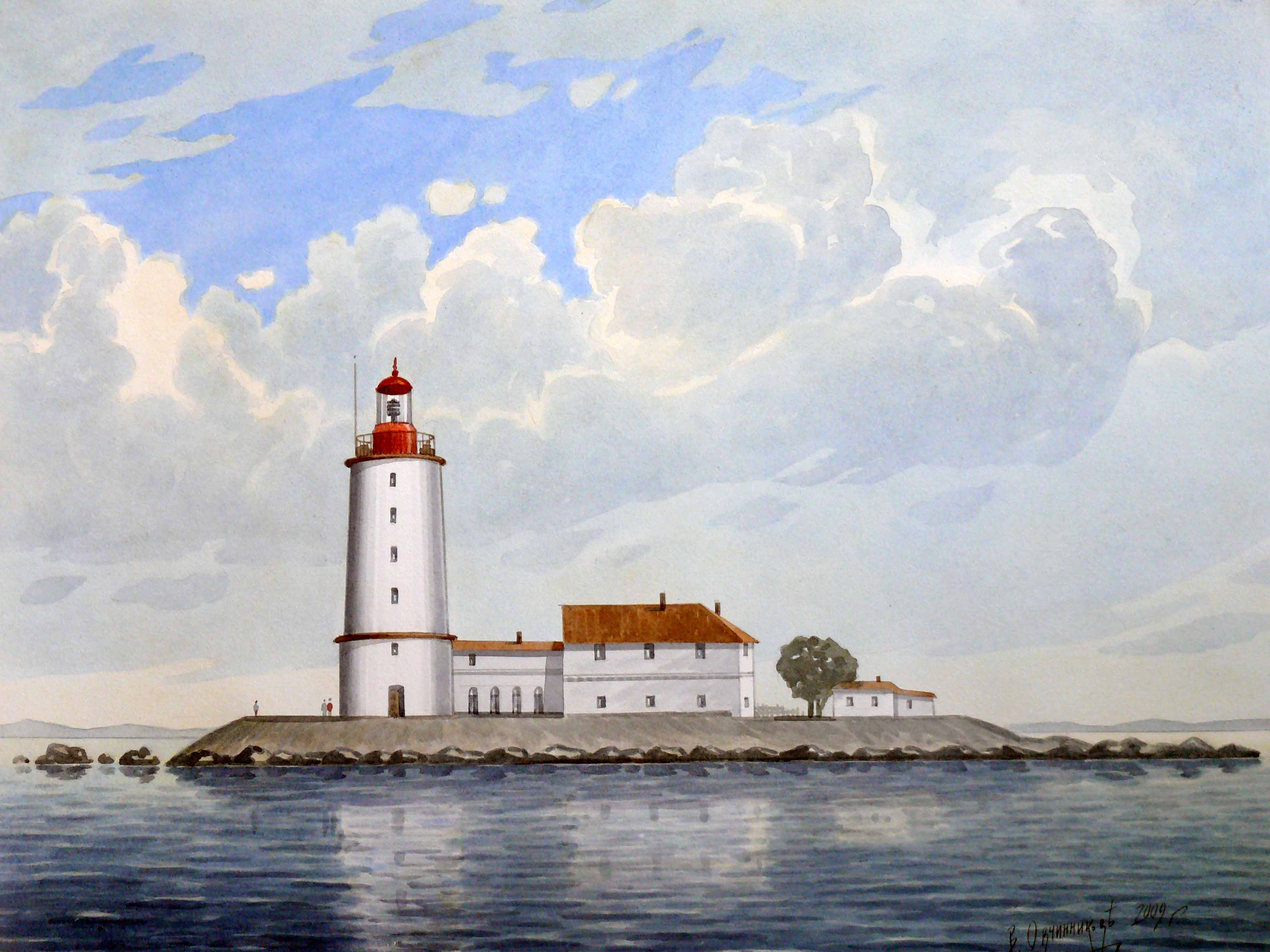

Der Bau der Anlage erfolgte auf persönlichen Befehl Peter I. vom 13. November 1718 an Vizeadmiral Cornelius Cruis. Auf der Skizze des Leuchtturms, die Peter der Große selbst entwarf und dem Brief beifügte, waren die Hauptabmessungen des Turms angegeben. Ein Nachsatz lautet: „Der Rest ist gegeben nach dem Willen des Architekten.“
Da der Bau eines steinernen Leuchtturms nach den Vorgaben des Zaren erhebliche Materialkosten und qualifizierte Maurer erforderte, von denen es damals nicht genug gab, wurde provisorisch ein hölzerner Leuchtturm unter Leitung von Capt. Edward Lane gebaut und am 7. August 1719 eröffnet.
Der ursprüngliche Name des Leuchtturms war «Kotlinskij» (russisch Котлинский).
Er wurde 1736 zu Ehren von Oberst Fedot Semjonowitsch Tolbuchin (um 1650–1726, russisch Федот Семёнович Толбухин), dem Befehlshaber der Kronschlot-Garnison und ersten Kommandanten von Kronstadt, für seine Verdienste im Großen Nordischen Krieg, umbenannt. Im selben Jahr beschloss die Admiralitätsbehörde den Bau eines neuen Steinleuchtturms, doch 1737 wurde an der Stelle des alten heruntergekommenen Leuchtturms zunächst ein neuer temporärer Holzleuchtturm errichtet. Der Bau eines steinernen Leuchtturms begann 1809. Im September 1810 wurden ein runder Ziegelsteinturm auf Granitsockel, ein Wach- und Wohnhaus und eine Banja errichtet.

## Personal
Die Leuchtturmwärter werden nur in Dauerstellung und mit festem Wohnsitz auf der Insel beschäftigt. Von November bis Mai befinden sie sich in einem autonomen Modus, da die zugefrorene Bucht keinen regulären Verkehr zulässt. Sonst steht ihr Boot im Bootshaus mit Slipanlage.